# Tadeusz Piaskowski
Tadeusz Leon Piaskowski (ur. 11 kwietnia 1939 w Wilnie) – polski konserwator zabytków, historyk sztuki i muzealnik. W latach 1977–1988 dyrektor Muzeum Mikołaja Kopernika we Fromborku, w latach 1988–2004 dyrektor Muzeum Narodowego w Gdańsku.

## Życiorys
Przyszedł na świat i wychował się w Wilnie. W 1945 został z rodziną przesiedlony do Węgorzewa. W 1958 otrzymał świadectwo ukończenia Liceum Technik Plastycznych w Białymstoku. W 1964 ukończył studia z zabytkoznawstwa na Wydziale Sztuk Pięknych Uniwersytetu Mikołaja Kopernika w Toruniu. W latach 1965–1966 był asystentem w Muzeum Mikołaja Kopernika we Fromborku, w latach 1967–1970 specjalistą w biurze Wojewódzkiego Konserwatora Zabytków w Olsztynie. Następnie pracował jako starszy specjalista w biurze Wojewódzkiego Konserwatora Zabytków w Gdańsku (1970–1974) i zastępca dyrektora ds. naukowo-konserwatorskich gdańskiego oddziału Przedsiębiorstwa Państwowego Pracownie Konserwacji Zabytków (1975–1977). W 1977 objął stanowisko dyrektora Muzeum Kopernika we Fromborku, które pełnił do 1988. Doprowadził do otwarcia oddziału muzeum-obserwatorium astronomicznego. W czerwcu 1988 został powołany na stanowisko dyrektora Muzeum Narodowego w Gdańsku, funkcję tę pełnił do przejścia na emeryturę z końcem lipca 2004. W 1995 doprowadził do włączenia Gdańskiej Galerii Fotografii w struktury Muzeum Narodowego w Gdańsku. Był współautorem słynnej wystawy z okazji tysiąclecia miasta Gdańska Aurea Porta Rzeczypospolitej, ukazująca rolę sztuki dawnego Gdańska w Europie.
Jest członkiem gdańskiego oddziału Stowarzyszenia Historyków Sztuki, ICOM oraz Towarzystwa Miłośników Wilna i Ziemi Wileńskiej.
Mąż Janiny, wieloletniego kierownika pracowni konserwatorskiej w gdańskim Muzeum Narodowym.

## Odznaczenia i nagrody
- Krzyż Kawalerski Orderu Odrodzenia Polski (9 sierpnia 2004)[3]
- Nagroda Prezydenta Miasta Gdańska w Dziedzinie Kultury z okazji jubileuszu 130-lecia Muzeum Narodowego w Gdańsku (2002)[4]